# Verbascum rotundatum
Verbascum rotundatum är en flenörtsväxtart som beskrevs av Jahandiez och Maire. Verbascum rotundatum ingår i släktet kungsljus, och familjen flenörtsväxter. Inga underarter finns listade i Catalogue of Life.